# طرح مگی
طرح مگی (انگلیسی: Maggie's Plan) فیلمی کمدی رمانتیک آمریکایی به کارگردانی و نویسندگی ربکا میلر و محصول سال ۲۰۱۵ ایالات متحده آمریکا است، که با الهام از داستان کارن رینالدی ساخته شده‌است. در این فیلم جولیان مور، گرتا گرویگ، ایثن هاک، بیل هیدر، مایا رودولف، تراویس فیمل، والاس شاون، و ایدا روهاتین نقش آفرینی کرده‌اند. این فیلم در جشنواره بین‌المللی فیلم تورنتو ۲۰۱۵ در روز ۱۲ سپتامبر نمایش داده شد. سونی پیکچرز کلاسیکس فیلم را در تاریخ ۲۰ مه ۲۰۱۶ منتشر کرد.

## داستان
مگی هاردین که مدیر توسعهٔ کسب و کار دانش‌آموزان هنر و طراحی در مدرسهٔ نیوسکول است تصمیم می‌گیرد فرزندی داشته باشد برای همین از یکی از دوستان قدیمی کالج به نام گالی چیلدرز که یک ریاضیدان بزرگ و مؤسس شرکت تولید خیارشور بود خواست تا اسپرم خود را به او اهدا کند.
در دانشگاه، او می‌داند که جان هاردینگ که یک انسان‌شناس انتقادی است با یکی از اساتید دانشگاه کلمبیا ازدواج کرده‌است. مگی و جان به‌طور مداوم همدیگر را در محوطه دانشگاه می‌بینند و جان ادعا می‌کند که در حال نوشتن یک رمان است. مگی شروع به خواندن رمانی که جان نوشته‌است می‌کند و به همین دلیل مرتباً همدیگر را می‌بینند تا در مورد رمان صحبت کنند. روزی که مگی در حال تلقیح با اسپرم گای چیلدرز برای خودش بود صدای در زدن شخصی باعث شد که او نتواند این کار را کامل انجام دهد. جان به خانه مگی وارد شد و اعتراف کرد که عاشق اوست و می‌خواهد که پدر فرزندش باشد.
سه سال بعد مگی و جان ازدواج کرده‌اند و دختری به نام لیلی دارند. مگی بارها و بارها خود را در حین عقب انداختن کارهای حرفه‌ای خود برای مراقبت از لیلی و دو فرزند خوانده اش و همچنین حمایت از نوشتهٔ جان می‌بیند. برای همین مگی به دیدن همسر سابق جان به نام ژورژت می‌رود و به او می‌گوید که می‌داند که ژورژت هنوز عاشق جان است و می‌خواهد به آن‌ها کمک کند تا دوباره با هم زندگی کنند. ژورژت تصمیم می‌گیرد که با برنامه پیش برود و از مگی می‌خواهد که جان را برای حضور در کنفرانسی که او نیز حضور دارد به شهر کبک کانادا بفرستد. در کنفرانس جان و ژورژت دوباره با هم دیگر رابطه برقرار کردند. وقتی جان به خانه برگشت همه چیز را برای مگی تعریف کرد. چند روز بعد جان به صورت تصادفی می‌فهمد که مگی نقشه ای برای پیوستن او به ژورژت داشته‌است برای همین مگی و لیلی را ترک کرد و برای مدتی ناپدید شد. ژورژت به خانه مگی رفت و رمانی که جان نوشته بود را خواند و آن را سوزاند و خاکستر آن را در پاکتی ریخت و در ملاقات با جان در یک کافه به او داد و به این ترتیب مجدداً به هم پیوستند.

## بازیگران
- جولیان مور در نقش ژورژیت
- گرتا گرویگ در نقش مگی
- ایتن هاک در نقش جان
- بیل هیدر در نقش تونی
- مایا رودولف در نقش فلیشا
- تراویس فیمل در نقش گای چیلدرز
- والاس شاون در نقش کلیگلر
- مونته گرین در نقش مکس
- ایدا روهاتین در نقش لیلی
- جکسون فریزر در نقش پائول
- الکس مورف در نقش بنتویث
- مینا ساندوال در نقش جاستین

## تولید
در ۹ ژانویه ۲۰۱۴ اعلام شد که ربکا میلر و گرتا گرویگ به ترتیب برای کارگردانی و نقش آفرینی فیلم طرح مگی تیمی را تشکیل داده‌اند. میلر بر اساس داستانی از کارن رینالدی نویسندگی را به عهده گرفت. راشل هوروویتز مسئولیت تولید به واسطهٔ شرکت اسپشیالی فیلمز به همراه میلر و دیمون کارداسیس با شرکت روند فیلمز را به عهده گرفت. جولیان مور در ۱۵ ژانویه ۲۰۱۴ به بازیگران فیلم اضافه شد. کلایو اوون در ۱ مه ۲۰۱۴ به تیم پیوست اگرچه در فیلم حضور نداشت. همچنین تراویس فیمل در ۲ فوریه ۲۰۱۵ به بازیگران اضافه شد. در ۳ فوریه ۲۰۱۵ خبرهای مختلفی مبنی بر اضافه شدن ایتن هاک، بیل هیدر و مایا رودولف نیز به تیم فیلم طرح مگی، منتشر شد.

## فیلمبرداری
فیلمبرداری در ۲۳ فوریه ۲۰۱۵ در شهر نیویورک سیتی، آغاز شد.

## انتشار
این فیلم در چهلمین سالگرد جشنواره بین‌المللی فیلم تورنتو مورخ ۱۲ سپتامبر ۲۰۱۵ به نمایش گذاشته شد. بعد از مدت کوتاهی، سونی پیکچرز کلاسیکس حق پخش فیلم را به دست آورد. این فیلم در ۴ اکتبر ۲۰۱۵ در جشنواره فیلم نیویورک در آمریکا نمایش داده شد و همچنین در جشنواره فیلم ساندنس در ۲۲ ژانویه ۲۰۱۶ و جشنواره بین‌المللی فیلم برلین در تاریخ ۱۵ فوریه ۲۰۱۶، به روی پرده رفت.